# 2022年摩加迪沙連環汽車炸彈襲擊事件
2022年10月29日，索馬里首都摩加迪沙接连發生兩起汽車炸彈袭击，該襲擊至少造成110人喪生，318人受傷。索马里伊斯兰原教旨主义恐怖组织“青年党”声称对此次袭击负责。

## 袭击
當地時間2022年10月29日下午14:00，索马里首都摩加迪沙K5 十字路口发生第一起汽车炸弹袭击。爆炸後幾分鐘，當救護車抵達現場時，發生第二次爆炸。爆炸发生的地方是索马里首都最繁忙的十字路口之一就位于索马里教育部大楼附近。此次袭击发生的地方也是2017年10月摩加迪沙恐怖袭击的事发地，那次袭击是非洲单日死亡人数最多的恐怖袭击。 
第二次爆炸發生在午餐時間。兩次爆炸都震碎了附近建築物的窗戶。 
第二次爆炸導致救護車在運送傷員時起火。一名司機和一名救援人員受傷。不少乘坐公共交通工具的平民喪生。至少30 具遺體被送到醫院。 
根據索馬里記者辛迪加表示，一名記者在第二次爆炸中喪生。 美國之音的一名索馬里記者和路透社的攝影記者也受到波及而受傷。

## 後果
索馬里亞總統哈桑·謝赫·馬哈茂德 在袭击发生后视察了現場并对外公布了袭击造成的死伤人数，根据馬哈茂德总统公布的消息，袭击已造成110人死亡，300多人受伤，且伤亡人数仍在增加。，馬哈茂德还下令政府為傷者提供緊急醫療救治。呼籲公眾到醫院獻血，同时向国际社会请求医疗援助。还承諾将為受害者的孩子和過去青年黨襲擊的孩子提供免費教育。  馬哈茂德指責伊斯蘭組織青年黨對襲擊負責。  青年党已宣称对爆炸事件负责。

## 反應
聯合國譴責這次「惡毒襲擊」。土耳其和卡塔爾政府對此表示譴責並表示哀悼。 

## 另看
- 2022年摩加迪沙酒店襲擊事件
- 2020年阿夫哥耶爆炸案
- 2019年12月摩加迪沙恐怖襲擊
- 2018年9月2日摩加迪休爆炸案
- 2017年10月摩加迪沙恐怖袭击